# Batalla de Cnidos
La batalla de Cnidos del 394 aC va ser una operació conjunta entre l'Imperi Aquemènida i Atenes contra la flota d'Esparta durant la Guerra de Corint. La flota persa, dirigida per l'almirall atenenc Conó, va destruir completament la flota espartana dirigida pel general Pisandre d'Esparta, que no tenia prou experiència en operacions navals. La batalla va acabar amb l'intent espartà d'aconseguir la supremacia naval.
El resultat de la batalla va suposar un impuls molt significatiu a la coalició d'estats en contra d'Esparta que buscava acabar amb la seva hegemonia en el curs de la Guerra de Corint.

## Preludi
El 394 aC, el rei Agesilau II d'Esparta i el seu exèrcit van ser cridats perquè tornessin des de Jònia (Àsia Menor) al continent grec per ajudar en la Guerra de Corint. La flota espartana, sota el comandament del general Pisandre, també va començar el retorn a Grècia des del seu lloc cap a Cnidos amb vuitanta-cinc trirrems.
Mentrestant, la flota persa, comandada conjuntament per Conó davant d'un contingent de mercenaris grecs, i el sàtrapa persa Farnabazos II, va sortir de Quersonès per oposar-se als espartans. Les flotes es van trobar a prop de Cnidos. Segons Isòcrates, el rei Evàgores I de Xipre va ser el que va aportar el nombre més gran de mercenaris grecs que lluitaven al costat dels perses.

## Desenvolupament tàctic
Les fonts són relativament vagues a l'hora d'explicar el que va passar a la mateixa batalla. Sembla que la flota espartana es va trobar amb naus de l'avançada de la flota persa, els mercenaris grecs dirigits per Conó, i els espartans van enfrontar-s'hi amb cert èxit. Més tard el cos principal de la flota persa va arribar al lloc de la batalla, i va posar als espartans en fuga, forçant-los a varar a la costa molts dels seus vaixells.
Els espartans van perdre tota la seva flota, amb un gran nombre de baixes. Segons Diodor de Sicília, els perses van capturar 50 trirrems espartanes i altres es van refugiar a Cnidos. El mateix Pisandre, avergonyit de la retirada espartana, va morir mentre lluitava en la defensa de la seva nau.

## Esdeveniments posteriors
La batalla va acabar amb l'intent espartà de crear un imperi naval. Esparta no va tornar a intentar grans projectes militars al mar, i en pocs anys Atenes va reprendre el seu lloc com a principal poder naval grec.
Després de la victòria, Conó va atacar la costa del Peloponès per pressionar Esparta, i després va portar la flota a Atenes, lloc on va supervisar la reconstrucció de les Muralles llargues, que havien estat destruïts en acabar la Guerra de Decelia, la fase final de la Guerra del Peloponès. Segons Pausànias, Conó, per commemorar la victòria, va construir un temple a Afrodita, la deessa protectora de Cnidos, al Pireu.
Amb Esparta fora de l'escena, Pèrsia va restablir el seu domini a la Jònia i a diverses parts de l'Egeu. La Pau d'Antàlcides, el 387 aC, va cedir oficialment el control d'aquestes àrees a Pèrsia, que continuaria controlant fins a l'arribada d'Alexandre el Gran mig segle després.